# فرانک نیس
فرانک گونتر نیس (۱۳ دسامبر ۱۹۶۷ در ویسبادن) شیمیدان تئوری آلمانی است. کار علمی وی بر محاسبه ساختار الکترونیکی مولکول‌های بزرگ متمرکز است. از سال ۲۰۱۱ تا پایان سال ۲۰۱۷ او مدیر مؤسسه ماکس پلانک برای تبدیل انرژی شیمیایی بود، از ۲۰۱۸ او مدیر مؤسسه ماکس پلانک برای تحقیقات زغال سنگ شد.

## زندگی
پس از فارغ‌التحصیلی از دبیرستان در سال ۱۹۸۷ در مدرسه مارتین-نیمولر در ویسبادن، نیس از سال ۱۹۸۷ تا ۱۹۹۳ زیست‌شناسی را در دانشگاه کنستانتستحصیل کرد، در همان دانشگاه در سال ۱۹۹۷ نیز دکترای خود را دریافت کرد. وی پس از دو سال تحقیق در دانشگاه استنفورد در ایالات متحده، در سال ۲۰۰۱ در کنستانس ساکن شد. تا سال ۲۰۰۶ در انستیتوی شیمی بیوانگونیک در مالیم، مکس پلانک فعالیت داشت.